# Giuseppe Borsalino
Giuseppe Borsalino (Pecetto di Valenza, 15 settembre 1834 – Alessandria, 1º aprile 1900) è stato un artigiano e imprenditore italiano, il 4 aprile 1857 fondò ad Alessandria la manifattura Borsalino Giuseppe e Fratello. Oltre che grande e innovativo imprenditore, Giuseppe Borsalino è stato un abile artigiano: a lui si deve la creazione dell'iconico modello di cappello in feltro da uomo contraddistinto dal marchio Borsalino.

## Biografia

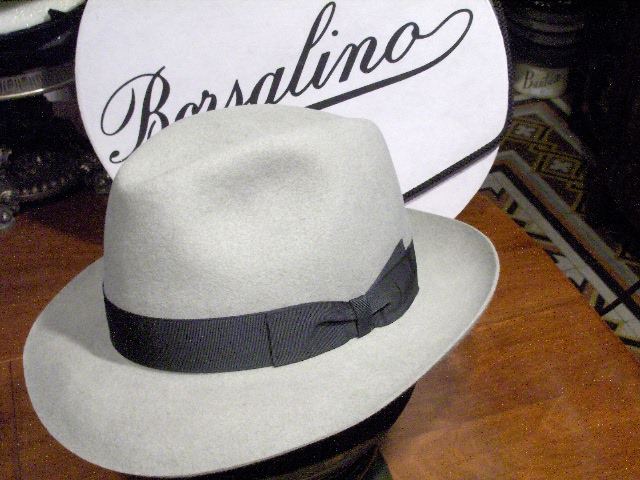
L'iconico cappello creato da Giuseppe Borsalino

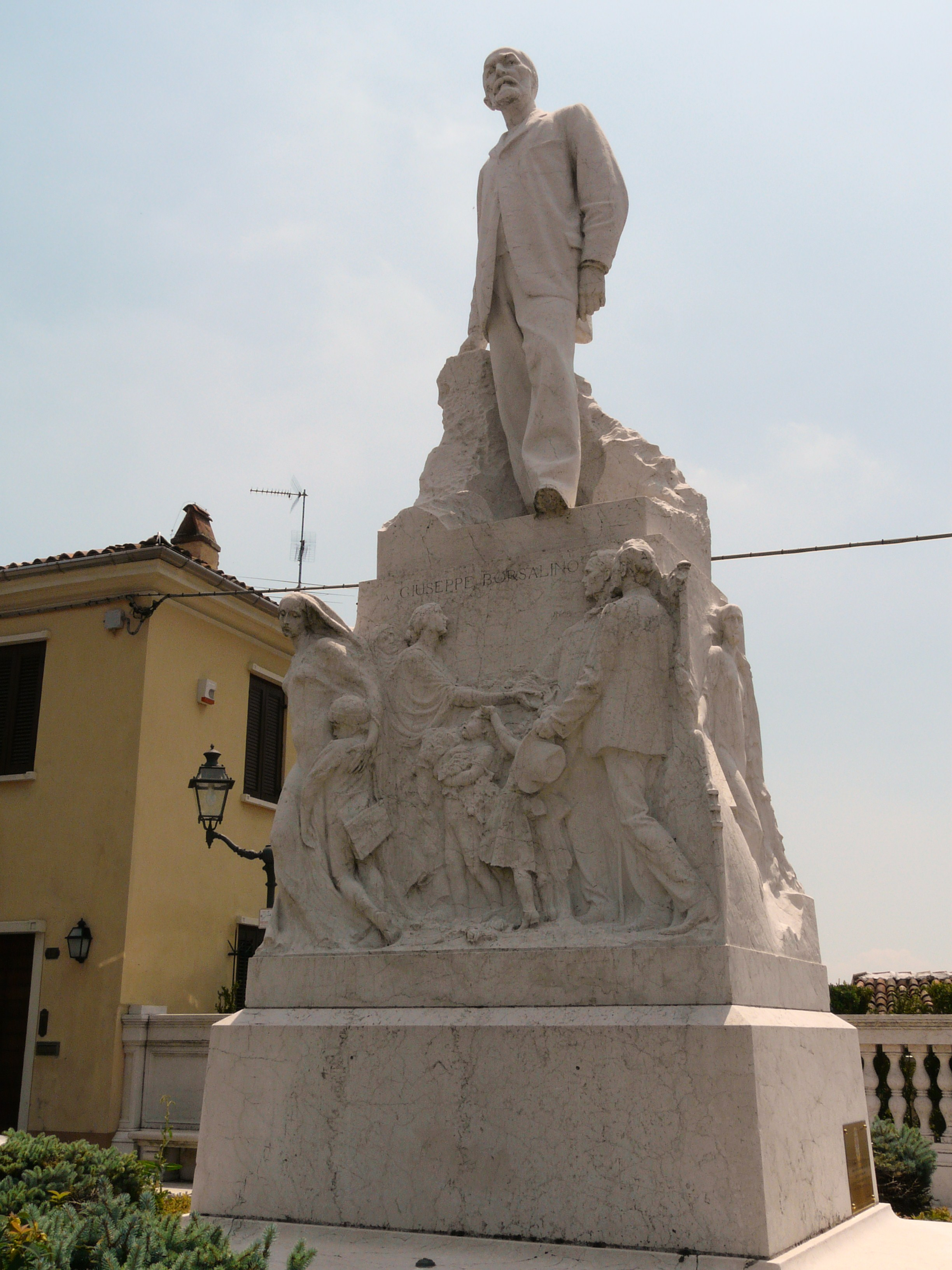
Monumento dedicato a Giuseppe Borsalino in piazza Italia a Pecetto di Valenza.

Quinto figlio di una famiglia di umili origini, suo padre, Renzo, era un inserviente comunale. Si applica superficialmente agli studi e abbandona la casa di famiglia a tredici anni per recarsi dapprima nella vicina Alessandria, dove lavora per circa quattro anni come apprendista cappellaio nella bottega di Sebastiano Camagna, quindi per breve tempo a Intra e a Sestri Ponente. Nel 1850 si sposta in Francia, allora all’avanguardia nel campo della lavorazione dei cappelli, per perfezionare la conoscenza del mestiere. Soggiorna a Marsiglia, a Aix-en-Provence, a Bordeaux e poi a Parigi, dove lavora presso la casa Berteil, il più rinomato atelier della capitale francese, dove si producono lussuosi cappelli in feltro di castoro.
Terminata l'esperienza francese che gli ha permesso, oltre che di acquisire notevoli capacità, di ottenere il certificato di cui i cappellai avevano bisogno per aprirsi un proprio laboratorio, Giuseppe torna in Italia nel 1856. L'anno successivo costituisce una società con il fratello Lazzaro, sensale, per l’avvio di un modesto impianto di follatura in via Schiavina ad Alessandria, che impiega dieci operai e produce una decina di cappelli al giorno.
Nel 1860 diede un deciso impulso alla produzione artigianale acquistando in Gran Bretagna una serie di macchine industriali. L'anno seguente, l'impresa Borsalino Giuseppe e Fratello occupa 60 operai e produce 120 cappelli al giorno; nel 1876 il numero degli operai è salito a 180 e la produzione giornaliera a 410 pezzi. Nel 1874 l'imprenditore apre a Genova un'altra fabbrica per la produzione di cappelli a cilindro, che gestisce fino al 1883, mentre un altro stabilimento, a Verona, tra il 1880 e il 1888 produce cappelli di tipo più comune per l'esportazione.
Nel 1888 l'azienda si trasferì nella nuova manifattura di Corso Cento Cannoni, progettata da Arnaldo Gardella. Nel 1896 dava lavoro a 1 000 operai producendo circa 1 360 cappelli al giorno. 
Giuseppe Borsalino esce di scena nel 1900, all'età di 66 anni, e lascia agli eredi un'azienda all'apice del successo. Nell'anno della sua morte la Borsalino ottenne il Gran Prix all'Esposizione di Parigi, un importante attestato di qualità che contribuì a diffondere la fama del marchio in tutto il mondo. Il talento, la curiosità, il desiderio di crescere professionalmente e culturalmente, sono le leve che spingono il fondatore a raggiungere risultati inimmaginabili per l'epoca. Le innovazioni che promosse furono sicuramente fori dall'ordinario: puntò sull'organizzazione del lavoro e introdusse in azienda una cultura meritocratica; investì molto nella formazione del personale e avviò piani socio-assistenziali; intuì l'importanza del progresso tecnologico; inseguì una visione internazionale; fu tra i primi in Italia a valorizzare la comunicazione aziendale. Alla direzione dell'azienda da lui fondata subentrò il figlio Teresio.

## Archivio
La documentazione prodotta da Giuseppe Borsalino durante il suo periodo di attività nell'azienda da lui fondata (1857-1900), è conservata nel fondo Borsalino Giuseppe e fratello Spa della Biblioteca civica di Alessandria.